# Пимента, Лукас
Лукас Пимента Перес Лопес (порт. Lucas Pimenta Peres Lopes; род. 17 июля 2000, Нитерой, Рио-де-Жанейро) — бразильский футболист, защитник клуба «Аль-Вахда» и сборной ОАЭ.

## Клубная карьера
Пимента — воспитанник клуба «Ботафого». В начале 2020 года игрок подписал контракт с аравийским «Аль-Вахда». В матче против «Хатты» он дебютировал в чемпионате ОАЭ. 2 февраля в поединке против «Аль-Джазира» Лукас забил свой первый гол за «Аль-Вахда».